# جو دبليو. كيلي
جو دبليو. كيلي (بالإنجليزية: Joe W. Kelly)‏ هو ضابط أمريكي، ولد في 19 يناير 1910 في Waverly, Indiana ‏ في الولايات المتحدة، وتوفي في 8 يوليو 1979.